# Aeródromo de Pucón
El Aeródromo de Pucón (OACI: SCPC) es un aeródromo ubicado a 5 km del centro de Pucón, y a unos 30 de la ciudad de Villarrica, a un costado de la Ruta CH-199. Este aeródromo es de propiedad pública.
Las dimensiones de su pista de aterrizaje son de 1722 m de largo y 29 m de ancho, y permite el arribo de aviones de modelo Boeing 737 y Airbus a318.

## Historia
Antes de su remodelación, este terreno era el aeródromo de Pucón, que en 1968 recibió a la Reina de Inglaterra Isabel II y a su consorte, el príncipe Felipe de Edimburgo.
A fines de 2016 comenzó una nueva remodelación del aeródromo, con uno costo superior a los CLP 340 millones, que incluyen mejoras en infraestructura, cierre perimetral, reparación de su plataforma y pista e instalación de letreros informativos aeronáuticos. La municipalidad de Pucón espera en el futuro poder ampliar la pista a 1922 metros de largo y 45 de ancho, con el fin de poder recibir nuevamente vuelos de LATAM y Sky, que cuentan con equipos A319 y A320.

## Uso
Era utilizado mayormente en la época estival, durante los meses de enero y febrero, y en algunos fines de semana largos, épocas en los cuales el turismo en la zona lacustre del lago Villarrica se incrementa considerablemente. El resto del año la única alternativa por aire es el Aeropuerto Internacional de La Araucanía, que está situado en la comuna de Freire, Provincia de Cautín, a 20 km al sur de Temuco.
Prácticamente todos los vuelos provenían desde el Aeropuerto Internacional Arturo Merino Benítez, en Santiago de Chile. Las aerolíneas que llegaban a Pucón eran LATAM y Sky Airline.

## Aerolíneas y destinos finalizados
Sky Airline
- Santiago, Chile

 LAN Airlines
- Santiago, Chile
- Temuco, Chile